# 20 tháng 2
Ngày 20 tháng 2 là ngày thứ 51 trong lịch Gregory. Còn 314 ngày trong năm (315 ngày trong năm nhuận).

## Sự kiện
- 386 – Thác Bạt Khuê lên ngôi Đại vương trong đại hội bộ lạc, sau đó cải xưng Ngụy vương, khởi đầu triều Bắc Ngụy.
- 1816 – Vở opera Il barbiere di Siviglia của Gioachino Rossini được trình diễn lần đầu tại Teatro Argentina tại Roma.
- 1865 – Kết thúc Chiến tranh Uruguay bằng một hòa ước giữa Tổng thống Tomás Villalba và thủ lĩnh phiến quân Venancio Flores.
- 1872 – Viện bảo tàng mỹ thuật Metropolitan tại thành phố New York mở cửa, là nơi lưu giữ một bộ sưu tập khổng lồ các tác phẩm nghệ thuật.
- 1877 – Vở ballet Hồ thiên nga của Tchaikovsky được trình diễn lần đầu tại Nhà hát Bolshoi tại Moskva.
- 1987 – Arunachal Pradesh trở thành bang thứ 25 của Ấn Độ, song Trung Quốc cũng tuyên bố chủ quyền với hầu hết lãnh thổ bang này.
- 1988 – Tỉnh tự trị Nagorno-Karabakh bỏ phiếu ủng hộ ly khai khỏi Azerbaijan và gia nhập Armenia, dẫn đến Chiến tranh Nagorno-Karabakh.
- 1992 – Giải bóng đá Ngoại hạng Anh được thành lập theo quyết định của các câu lạc bộ trong Giải Hạng nhất.
- 2013 – Hành tinh ngoài hệ Mặt Trời nhỏ nhất Kepler-37b được phát hiện với khối lượng lớn hơn một chút so với của Mặt Trăng của Trái Đất.

## Sinh
- 1844 – Ludwig Boltzmann, nhà vật lý Áo (m. 1906).
- 1912 – Pierre Boulle, tiểu thuyết gia Pháp (m. 1994).
- 1927 – Sidney Poitier, diễn viên Mỹ(m.2022)
- 1934 – Nhất Chi Mai, Phật tử tự thiêu phản chiến (m. 1967).
- 1947 – Peter Osgood, cầu thủ bóng đá Anh (m. 2006).
- 1948 – Lê Công Phụng, Đại sứ Đặc mệnh toàn quyền Việt Nam tại Hoa Kỳ, nguyên Thứ trưởng Thường trực Bộ Ngoại giao Việt Nam.
- 1951 – Gordon Brown, thủ tướng Anh.
- 1976 – Gail Kim, đô vật chuyên nghiệp
- 1988 – Rihanna, ca sĩ người Barbados.
- 1990 – Ciro Immobile, cầu thủ bóng đá người Ý.
- 2003 – Olivia Rodrigo,nữ ca sĩ người Mỹ

## Mất
- 1887 – Lê Thành Phương, lãnh tụ phong trào Cần Vương (s. 1825).
- 1947 – Dương Văn Dương, thủ lĩnh chống Pháp (s. 1900).
- 1998 – Vũ Đức Nhuận, Chuẩn tướng Quân lực Việt Nam Cộng hòa (1926)

## Những ngày lễ và kỷ niệm
- Ngày Công lý Xã hội Thế giới (tính từ 2009) (World Day of Social Justice)